# Enguerrand II de Ponthieu
Enguerrand II de Ponthieu, mort en 1053, fut comte de Ponthieu et seigneur d'Aumale de 1052 à 1053. Il était fils d'Hugues II, comte de Ponthieu, et de Berthe, dame d'Aumale.
Il succéda en novembre 1052 à son père qui lui avait fait épouser Adèle de Normandie, fille de Robert le Magnifique, duc de Normandie. Une des sœurs d'Enguerrand II avait également épousé Guillaume d'Arques, comte d'Arques, fils de Richard II de Normandie et de Papia.
Guillaume d'Arques se révolte contre son neveu le duc Guillaume au début de l'année 1053, soutenu par le roi Henri Ier de France. Enguerrand II, alors opposé au duc Guillaume, part combattre pour soutenir Guillaume d'Arques, mais est tué le 25 octobre 1053 lors de combats livrés à Saint-Aubin-sur-Scie, Comté d'Arques, Duché de Normandie, Royaume de France.
De son épouse Adélaïde de Normandie, il laissa deux filles :
- Adélaïde, citée en 1098 ;
- Hélissende, mariée avant 1091 à Hugues II Campdavaine, comte de Saint-Pol.

Après la mort d'Enguerrand II, le duc Guillaume confisqua le domaine d'Aumale, qu'il donna à sa sœur Adèle, veuve d'Enguerrand, laquelle se remaria à Lambert de Boulogne, comte de Lens, puis à Eudes II de Troyes, qui devint ainsi comte d'Aumale. Le Ponthieu, quant à lui, revint à Guy, le frère d'Enguerrand II.

## Sources
- Pierre Bauduin, La Première Normandie (Xe – XIe siècles), Caen, Presses Universitaires de Caen, 2004, 474 p. [détail des éditions] (ISBN 2-84133-145-8).
- Foundation for Medieval Genealogy : Comtes de Ponthieu.
- Sur l'origine des comtes de Ponthieu et la diffusion du prénom Enguerrand.